# Hessischer Kanu-Verband
Der Hessische Kanu-Verband e.V. (HKV) ist der hessische Fachverband für Kanusport und Mitglied im Deutschen Kanu-Verband und im Landessportbund Hessen.

## Geschichte
Der Hessische Kanuverband tritt als Interessensvertreter des organisierten Kanusports in Hessen auf. Gegründet wurde der Hessische Kanu-Verband am 14. Oktober 1947 in Wiesbaden. Er hat etwa 8.700 Mitglieder in 93 Vereinen, die sich in die sechs Bezirke Altrhein, Lahn, Main, Nordhessen, Rheingau und Untermain gliedern. Sitz des Verbandes ist Frankfurt am Main.

## Bedeutende Kanusportler des Hessischen Kanu-Verbandes
- Carolin Leonhardt, Olympiasiegerin, Welt- und Europameisterin im Kanu-Rennsport
- Jens Perlwitz, Ehrenpräsident des Hessischen Kanu-Verbandes und Präsident des Deutschen Kanu-Verbandes
- Nicole Reinhardt, Olympiasiegerin, Welt- und Europameisterin im Kanu-Rennsport
- Tim Maxeiner, Deutscher Meister im Kanu-Slalom 2008 und 2009
- Caroline Trompeter, 1. Weltmeisterin in der Disziplin Slalom Extreme